# William Penney
William Penney   (Gibraltar, 24 de juny de 1909 - East Hendred, 3 de març de 1991) va ser un físic i matemàtic britànic, conegut per tothom com Bill Penney o Billy Penney.
Després d'estudiar a l'Imperial College London i a la universitat de Cambridge, va ser professor de l'Imperial College fins a la Segona Guerra Mundial. El 1944-1945 va participar al Projecte Manhattan i va presenciar des d'un avió l'explosió atòmica de Nagasaki. A partir de 1946 va ser un dels líders del projecte britànic de bomba atòmica, arribant a ser president de l'agència atòmica britànica (1964-1967). En deixar el càrrec, va ser rector de l'Imperial College durant sis anys.